# Бунёд Маджидов
Бунёд Маджидов - боец таджикского происхождения по смешанным единоборствам.

## Биография
Бунёд Маджидов родился 6 августа 1999 года в городе Душанбе. Окончил Среднюю школу №54. Начал заниматься Кёкусинкай с 5 лет  в родном городе, под руководством Назарова Саидикрома. С 12 лет начал заниматься ММА, под руководством Солеха Хасанова. В 20 лет перешёл в клуб Акбар (г. Москва, Россия).
В начале сентября 2022 г. переезжает в США (г. Чикаого, Иллинойс).
В конце апреля 2023 г. получает приглашение от спортивного зала Jackson Wink MMA Academy и переезжает в г. Альбукерке, Нью-Мексико, где живёт и тренируется в настоящий момент.

## Карьера
- Бунёд Маджидов начал свою профессиональную карьеру в Азербайджане 09 января 2019 г., в организации YFC - 2[1]. За период своей профессиональной карьеры, он провёл 4 победных боя.

- В любительских боях он стал чемпионом по панкратиону в Республике Таджикистан и по кёкусинкаю.

- Призёр Чемпионата Центральной Азии по кёкусинкаю 2016 года.[2]

- Стал победителем по грэплингу, в лиге колизей на Чемпионате в г. Москва.[3]

- В Московской области стал чемпионом по ММА.

- Бунёд Маджидов выиграл чемпионат по Dünya Tay-kik Federasyonu [4] в г. Анталья, Турции.

- Бунёд завоевал 1-е место в рейтинге организации FFC[5] в весовой категории 77 кг.

## Статистика в смешанных единоборствах
| Боёв 4   | Побед 4 | Поражений 0 |
| -------- | ------- | ----------- |
| Нокаутом | 0       | 0           |
| Сдачей   | 2       | 0           |
| Решением | 2       | 0           |

| Результат | Рекорд | Соперник          | Способ               | Турнир          | Дата            | Раунд | Время | Место             | Примечание |
| --------- | ------ | ----------------- | -------------------- | --------------- | --------------- | ----- | ----- | ----------------- | ---------- |
| Победа    | 4-0    | Али Абдиламитов   | Раздельное решение   | Colosseum MMA   | 30 мая 2021     | 3     | 5:00  | Москва, Россия    |            |
| Победа    | 3-0    | Умар Хаджиев      | Сабмишн              | FFC Selection 5 | 12 декабря 2020 | 1     | 5:00  | Москва, Россия    |            |
| Победа    | 2-0    | Хайотбек Абдулаев | Сабмишн              | FFC Selection 2 | 1 июля 2020     | 2     | 5:00  | Москва, Россия    |            |
| Победа    | 1-0    | Наджаф Маммадли   | Единогласное решение | Yusif FC 2      | 1 сентября 2019 | 3     | 5:00  | Баку, Азербайджан |            |

### Статистика боёв
- Статистика боёв на сайте SHERDOG
- Статистика боёв на сайте Tapology
- Статистика боёв на сайте MMA-Oracle

### Социальные сети
- Профиль бойца Instagram
- Профиль бойца Facebook
- Профиль бойца ВКонтакте